# Kieftova válka
Kieftova válka (možná další pojmenování válka guvernéra Kiefta, válka s Wappingery, první nizozemsko-indiánská válka, válka s kmeny Munsee) byl konflikt, k němuž došlo v letech 1643–1645 v Novém Nizozemí. Střetli se v něm holandští kolonisté a indiánské kmeny a komunity ze skupiny Munsee (Lenni Lenape). Pomoc Nizozemcům poskytli i Angličané ze sousední Nové Anglie. Válka neskončila rozhodným vítězstvím ani jedné ze stran, byla však neobyčejně krvavá a vyžádala si obrovský počet mrtvých především na straně domorodců.

## Nové Nizozemí

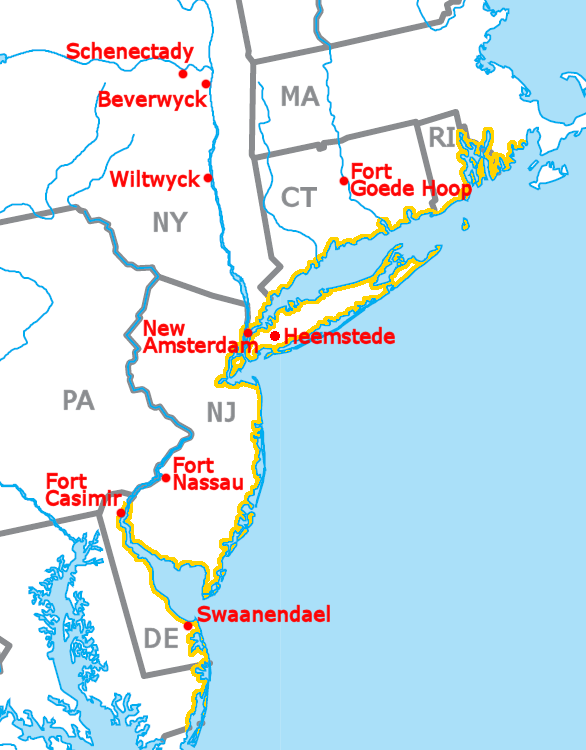
Některé významné osady Nového Nizozemí v 17. století

Název Nové Nizozemí (nizozemsky Nieuw-Nederland) použil poprvé na své mapě Adriaen Block v roce 1614. Tou dobou již 5 let holandské lodě prozkoumávaly zdejší oblast Severní Ameriky (Henry Hudson), plavily se proti proudu řek Hudson, Connecticut a Delaware, mapovaly zdejší pobřeží. Hned od začátku docházelo k obchodu s Indiány, zakládaly se malé stanice (první roku 1613). Toto živelné a neorganizované období skončilo v roce 1624, kdy se Nové Nizozemí stalo oficiální provincií Spojených provincií neboli Nizozemské republiky. V květnu 1624 dorazilo do kolonie prvních 30 rodin, které se usadily na dvou místech – na dolním toku Hudsonu a ve Fort Orange na horním toku téže řeky. V dalších letech imigrantů pomalu přibývalo. Nejednalo se jen o Nizozemce, ale podstatnou část tvořili také Valoni, hugenoti, Afričané a později i Angličané z Nové Anglie. V roce 1625 začala kolonizace Manhattanu – došlo k založení města Nový Amsterdam. Osídlování však nepokračovalo podle představ, o přesídlení z Evropy byl jen minimální zájem. Nizozemská Západoindická společnost, která vlastnila na obchod s kožešinami a na osídlování Nového Nizozemí patent, se pokusila v roce 1629 urychlit kolonizaci vydáním charty o patronství. Tzv. patroni mohli získat obrovské území a rozsáhlá práva, pokud na něm usadili a minimálně 4 roky udrželi alespoň 50 rodin nájemců. Nejúspěšnější takto vzniklou osadou byl Rensselaerswyck na horním Hudsonu. Přes tuto pobídku bylo Nové Nizozemí v porovnání s anglickými koloniemi svou populací zanedbatelné. V roce 1628 zde žilo asi 270 lidí o deset let později necelá tisícovka.

### Guvernér Kieft
V roce 1638 se guvernérem Nového Nizozemí stal 41letý Willem Kieft. Pocházel z Amsterdamu a původem byl obchodník. Jeho podnik však zkrachoval a on byl poslán do Osmanské říše vykupovat křesťanské zajatce. Při tomto úkolu si sám finančně značně polepšil. Následovalo jmenování guvernérem v Novém Nizozemí, kam připlul v březnu 1638. V úřadu se nejprve zaměřil na rozvoj Nového Amsterdamu, který se rychle rozrůstal. V roce 1641 nechal zřídit Radu dvanácti mužů, později zúženou na Radu osmi, první zdejší „parlament“, ale jejich radami a pokyny se řídil jen málo. Jeho dalším úkolem bylo vypořádat se s nízkým příjmem kolonie. Pokusil se to vyřešit vybíráním tributu za „ochranu“ od některých indiánských skupin, tato taktika se však minula účinkem.

## Nizozemci a Indiáni
V roce 1639 došlo ke zrušení monopolu Západoindické společnosti na kožešinový obchod. Jediné, co museli zájemci o obchod učinit, bylo platit daně. Toto nařízení zafungovalo a migrace do kolonie začala přece jen vzrůstat. Základem nizozemského osídlení ale bylo zemědělství, především na jihu kolonie. Osadníci k tomu potřebovali půdu a tu si museli kupovat od Indiánů. Indiáni, kteří se s Nizozemci setkávali, tvořili několik uskupení. Na severu šlo o tři kmeny patřící do Irokézské ligy. Jednalo se o Mohawky, Oneidy a Onondagy. Jejich sousedé, nějakou dobu nepřátelé a pak podřízení spojenci byli Mohykáni. Dále směrem na jih po proudu Hudsonu žili Catskillové a Esopové, řazení někdy k Munsee-Delawarům či správněji Lenni Lenapům. Na dolním Hudsonu, přilehlém okolí a na Long Islandu sídlilo několik skupin a komunit řazených rovněž k Munsee-Delawarům. Jednalo se o Wappingery, Haverstrawy, Nochpeemy, Wecquaesgeeky, Tappany, Hackensacky, Rockawaye, Canarsee, Raritany ad. (viz mapa).

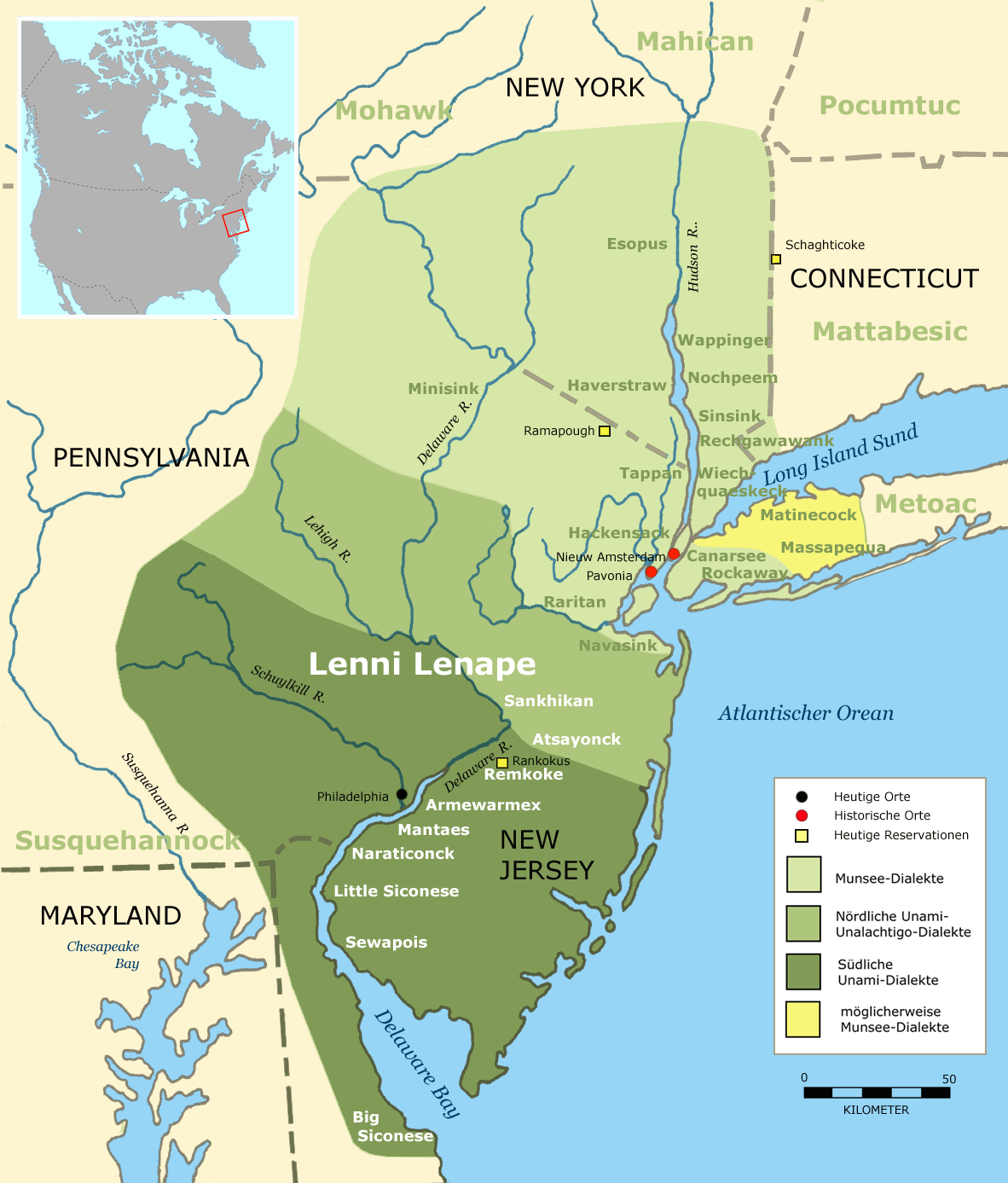
Mapa indiánských kmenů a skupin z oblasti Nového Nizozemí a Nového Švédska

### Sever kolonie – Irokézové a Mohykáni
V roce 1614 ustavili Nizozemci na horním Hudsonu obchodní pevnůstku Fort Nassau a později větší opevněnou osadu Fort Oranje (Orange). Tím začaly trvalé obchodní a politické vztahy s místními Indiány. Hlavními obchodními partnery byli Mohykáni a Mohawkové. Za obchodem sem docházeli a doplouvali i členové jiných domorodých etnik – Oneidové, Onondagové, nějakou dobu i Algonkinové, Montagnaisové, Huroni, Abenakové a zřejmě i Sokokiové. Pravděpodobně v roce 1624 se situace v oblasti začala měnit. Mohykáni a Mohawkové se dostali do konfliktu. Proč se tak stalo, se již zřejmě nepodaří zjistit. Dříve se historikové domnívali, že šlo o první ze série tzv. bobřích válek, neboli o snahu ovládnout přístup k evropskému zboží a stát se prostředníkem v kožešinovém obchodě. Dnes je tato teorie rázně zpochybňována a za válkou se vidí spíše tradiční důvody. Několik Nizozemců se v roce 1626 připojilo k výpravě Mohykánů na území Mohawků, ale akce skončila katastrofou a 4 Nizozemci při ní zemřeli. Ačkoli si Mohykáni zajistili pomoc nevelkého množství francouzských Indiánů, byli nakonec v roce 1628 ve válce poraženi a museli Mohawkům přenechat část území. Pro Holanďany se však prakticky nic nezměnilo, neboť Mohawkové jejich účast v boji na straně svých nepřátel považovali jen za nedůležitou epizodu, která nesmí narušit důležité obchodní partnerství. A měli pravdu, neboť Nizozemci se od té doby do válečných konfliktů Irokézů přímou účastí již nikdy nezamíchali. Obchodní vztahy mezi Irokézi a Nizozemci se brzy pro obě strany staly zcela zásadní. Nizozemci dodávali Irokézům wampumy a evropské zboží a za to získávali bobří a jiné kožešiny. Důležitým přelomem v obchodě se stalo to, že kolonisté zřejmě od konce 30. let začali zásobovat Irokéze střelnými zbraněmi a to v takovém množství, že Indiáni během několika let prakticky přezbrojili a přestali používat v boji na dálku luky a šípy. Tímto Nizozemci nepřímo ale výrazně zasáhli do irokézských útočných válek a podíleli se na jejich drtivých vítězstvích nad Hurony, Petuny, Neutrály, Erii a Algonkiny ve 40. a 50. letech 17. století. Ačkoli ne vždy probíhal vzájemný obchod a vztahy v přátelské atmosféře, nenarušil tuto „idylu“ na horním Hudsonu – na níž doplácela „jen“ kožešinová zvířata a nepřátelé Irokézů – až do zániku Nového Nizozemí v roce 1664 žádný zásadní problém.

### Jih kolonie – cesta k válce

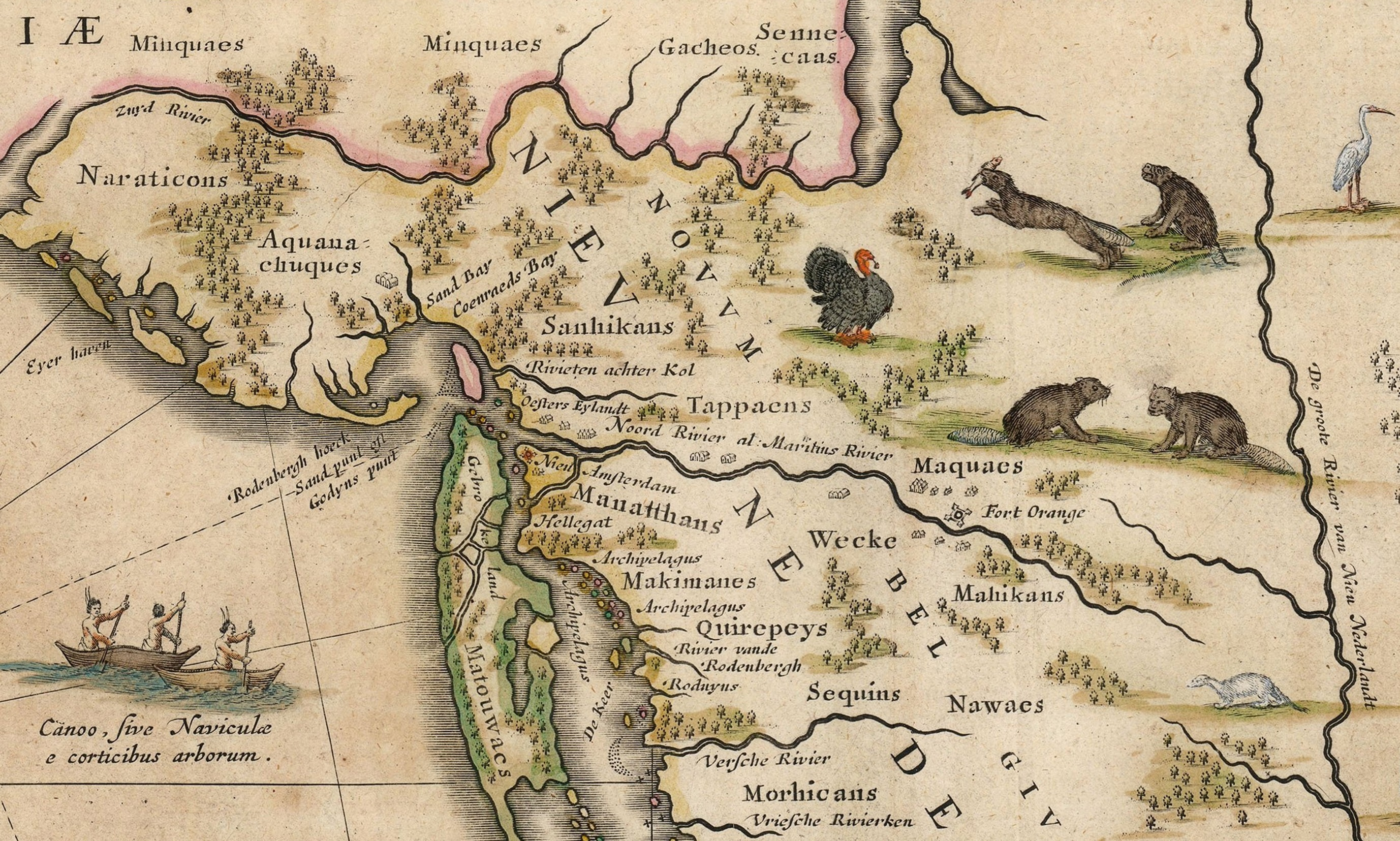
Výřez mapy Nova Belgica et Anglia Nova z roku 1634

V roce 1639 došlo k velkým nákupům půdy na Long Islandu a v okolí Manhattanu. Kolonie se začala „legálně“ rozrůstat. Podle smluv si Indiáni obvykle ponechali právo zde žít, čili i farmařit, lovit a rybařit. Stalo se poměrně běžnou praxí, že Indiáni prodali stejné území několikrát, než definitivně odešli. Za půdu platili kolonisté mnoha různými druhy zboží. Za poměrně velké území (300 čtverečních mil) Westchester County severně od Nového Amsterdamu, získali indiánští prodejci toto: 300 nožů, 185 seker, 141 motyk, 67 pušek, 227 liber střelného prachu, 130 olověných prutů, 3 tavicí sběračky, 5 kadlubů na výrobu kulí, 182 plášťů, 300 metrů látek, 113 košil, 92 párů punčoch, 82 dek, 10 šňůr korálků, 117 železných a mosazných kotlů, 76 džbánů, 12 křesadel, 20 lžic, 1000 rybářských háčků, 220 jehel, 120 šídel na vrtání děr do wampumů, 130 dýmek, 10 zvonečků, 10 židovských harf (hudební nástroj), pár rolí tabáku a 32 krabiček na tabák, 25 soudků piva, 162 galonů rumu a asi 1640 metrů wampumů. Toto zboží nedostali domorodci naráz, ale bylo jim dodáváno v delším časovém období. Nicméně je evidentní, že ačkoli z dnešního pohledu šlo o levný nákup, rozhodně nelze hovořit o šizení za „tretky“, jak se někdy nákupy půdy od Indiánů paušalizují.
Jak rostl počet osadníků, začaly se množit incidenty, které narušovaly mírovou koexistenci. Indiánští psi ohrožovali dobytek kolonistů a ten zase ničil indiánská pole. Guvernér Kieft se rozhodl tyto problémy ošetřit právně. Indiáni sice měli zaručeno soudně se domoci nápravy, ale zato měli podléhat zdanění, což však vesměs odmítali. Pokus vymoci „daň“ od indiánské skupiny Tappanů odmítli tito slovy: „náčelník (Kieft) ... musí být velmi zlý člověk, když přišel nepozván do této země a nyní je chce donutit platit jim (Nizozemcům) kukuřicí za nic.“ V roce 1640 došlo k prvnímu vážnějšímu incidentu. Indiáni-Raritané napadli posádku obchodní lodě, načež Nizozemci uspořádali odvetnou trestnou výpravu, které padlo za oběť několik domorodců, včetně náčelníkova bratra.
V roce 1641 se situace dále vyhrotila – rozmíšky na obou stranách vzrůstaly a opět to stálo několik životů. Nizozemci několikrát žádali Wecquaesgeeky, aby vydali Indiána, který zabil a okradl jednoho Nizozemce. Ti to odmítli a tak kolonisté po dlouhém rozvažování rozhodli vyslat trestnou expedici. Tvořilo jí 80 mužů a vydala se na pochod v březnu 1642. Nicméně zabloudila a musela se s ostudou vrátit do Nového Amsterdamu. Ačkoli i druhá výprava nedosáhla požadovaného cíle, Indiáni se zalekli a požádali o jednání. Došlo k dohodě, kterou ale Indiáni nesplnili. Napětí stále vzrůstalo. Na Long Islandu a zřejmě i jinde narragansettský náčelník Miantonomo nabádal domorodce k hromadnému povstání proti bělochům. Komunita Hackensacků se dostala do konfliktu s Nizozemci v Newark Bay poté, co dobytek plundroval indiánská pole a kolonisté pravděpodobně podváděli při prodeji alkoholu. Opět došlo k několika vraždám a znovu Indiáni odmítli vydat viníky.  Bylo evidentní, že soužití v okolí Nového Amsterdamu nefunguje.

## Válka

### Bezprostřední příčiny
V únoru 1643 napadli Wecquaesgeeky nespecifikovaní Indiáni, podle všeho zřejmě Mohawkové , zabili nejméně 17 z nich a mnoho dalších odvedli do zajetí. Zbývajících několik stovek Wecquaesgeeků uprchlo k Nizozemcům. Rozdělili se na dvě skupiny – jedna se usadila na Manhattanu a druha v Pavonii. Nizozemci Indiánům zprvu pomohli, ale pak vycítili možnost pomstít se za incidenty z minulosti a tajně připravili útočnou akci. Hlavním propagátorem útoku byl evidentně guvernér Kieft.

### Boje v roce 1643

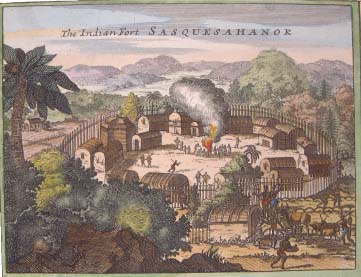
Opevněná indiánská osada. Podobné byly v 17. století běžné mezi severoamerickými kmeny z východních lesů.

Tentokrát byla akce pečlivě naplánována včetně průzkumu ale utajena před prostými kolonisty. 25. února 1643 okolo půlnoci dorazilo 80 vojáků k indiánskému táboru v Pavonii a dalších asi 50 k táboru Corlaer’s Hook na Manhattanu. Výsledkem kombinovaného útoku bylo více než 100 mrtvých a 30 zajatých domorodců. Dobový pramen popisuje akce takto: „Malé děti vyrvané svým matkám byly před očima svých rodičů rozsekány na kusy...a ty byly hozeny do ohně nebo do vody...několik (Indiánů) uniklo k našim osadníkům, někteří bez ruky, posekáni a jinak zmrzačeni, nic horšího si ani nelze představit...a naši lidé se zprvu domnívali, že byli přepadeni svými nepřáteli Mohawky.“ Kieft krátce doufal, že se Indiáni zaleknou a v kolonii zavládne klid, ale mýlil se. Prakticky záhy začali být nizozemští osadníci na různých místech napadáni domorodci z asi 11 různých komunit, kteří se okamžitě postavili na stranu Wecquaesgeeků. V kolonii nastal zmatek, počet vojáků nestačil na zajištění ochrany. Mnozí osadníci obvinili Kiefta z toho, že svou akcí ohrozil jejich životy a majetek a dva se dokonce guvernéra pokusili zabít. Některé skupiny Indiánů si uvědomily, že válka jim znemožní zemědělskou činnost a tím pádem i obživu a velmi záhy uzavřely mír. Stalo se tak v březnu a dubnu 1643 a jednalo se o domorodce z Long Islandu a Hackensacky. Nicméně náčelníkům dalo hodně práce zchladit horké hlavy mladých bojovníků, kteří byli naladěni se pomstít. V srpnu 1643 se do bojů zapojili i Wappingerové a během několika akcí zabili desítky osadníků. Jednou z obětí se stala i náboženská exulantka z Nové Anglie Anne Hutchinsonová a její děti. V kolonii zavládl chaos, mnoho lidí ve spěchu prchalo do Evropy. Jediné bezpečné místo na dolním Hudsonu byl Nový Amsterdam. Rada kolonie rozhodla, že je třeba zahájit útoky na všechny nepřátelské Indiány – což bylo asi 7 komunit disponujících podle odhadů 1500 bojovníky. Nizozemci proti nim mohli postavit jen asi 60 trénovaných vojáků a 250 domobranců. Do čela vojska byl jmenován John Underhill, anglický veterán z pequotské války, který žil již nějakou dobu v Novém Nizozemí. Přestože v početní nevýhodě, podnikli kolonisté do konce roku 1643 několik útočných operací, při nichž zničili či zabavili úrodu a vypálili několik vesnic. Indiáni se jim neodvážili postavit v otevřené bitvě a ani se nepokusili bránit opevněné vesnice.

### Rok 1644

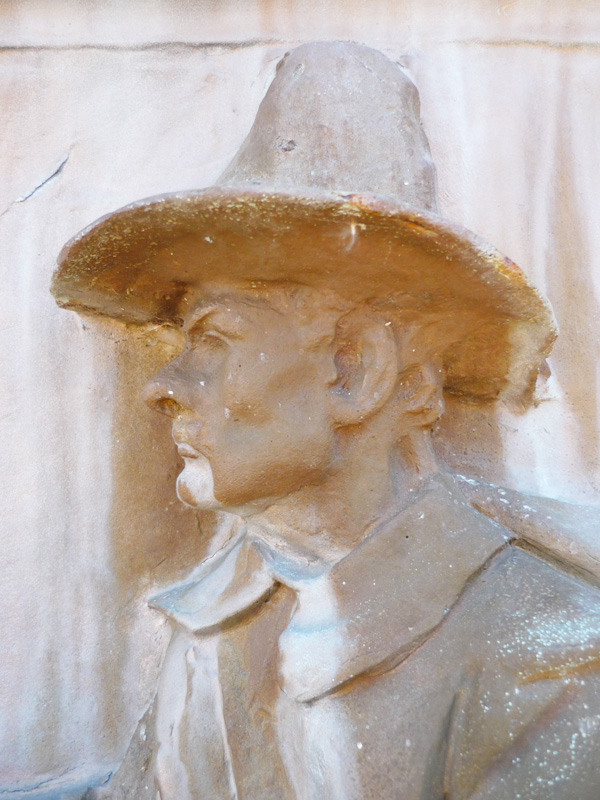
Skulptura Johna Underhilla (1597–1672) v Underhill Burying Ground poblíž Oyster Bay, New York.

V únoru 1644 se nizozemské síly rozdělily na dvě části – větší, převážně nizozemskou jednotku vedl La Montagne, menší převážně anglickou vedl Underhill. Podrobnosti o prvních akcích nejsou známy, zprávy pouze hovoří o tom, že Indiáni přišli o 120 mrtvých, zatímco koloniální útvary jen o 1 mrtvého a 3 zraněné. V březnu 1644 se 130 mužů vedených Underhillem vydalo na severovýchod a napadlo indiánskou opevněnou vesnici u dnešního Pound Ridge ve státě New York. Indiáni nestačili utéct a to se jim stalo osudným. Underhill použil stejnou taktiku, jaká se osvědčila při likvidaci Pequotů v pevnosti Mystic o sedm let dříve. Koloniální vojáci postříleli ty Indiány, kteří se odvážili jim postavit a poté vesnici zapálili. „Indiáni se snažili uniknout, ale když neuspěli, vraceli se zpět do plamenů, dávajíce přednost smrti v ohni než našima rukama.“ Podle svědectví samotných domorodců jich více než 500 zemřelo a jen 8 se podařilo uniknout. Nizozemci a Angličané ztratili jen 1 mrtvého a několik zraněných včetně samotného Underhilla. Tato bitva potvrdila několik skutečností. 1) Indiáni nebyli schopni čelit kompaktní síle evropských jednotek vyzbrojených mušketami v jakékoli otevřenější bitvě či při obraně vesnic. 2) Kolonisté při snaze zbavit se domnělé či skutečné indiánské hrozby postupovali naprosto nekompromisně a neznali slitování – bylo zcela běžné, že nešetřili ani děti a ženy. Totéž však platilo i z druhé strany. 3) Palisádou chráněné vesnice se domorodcům neosvědčily, neboť je nebyli schopni před evropskými vojáky účinně bránit, naopak se pro ně stávaly nebezpečnou pastí a tudíž během 17. století od jejich budování upouštěli.
Ačkoli po tomto drtivém vítězství požádalo několik skupin Indiánů o mír, válka pokračovala. Okolí Nového Amsterdamu bylo stále nebezpečné, útoky Indiánů nepřestávaly. Nizozemská Západoindická společnost byla krajně nespokojená s vývojem v kolonii. Její vedení chtělo, aby došlo co nejrychleji k uzavření míru, nepřálo si zničení a vyhlazení Indiánů – „nejen, že by to bylo nemožné a nekřesťanské, ale také finančně neúnosné pro společnost.“ Hlavním viníkem současné situace byl shledán guvernér Kieft. V prosinci 1644 bylo rozhodnuto ho odvolat.

### 1645 – uzavření míru
Za Kiefta byl vybrán Peter Stuyvesant, guvernér na Curaçau. Trvalo však ještě další dva roky, než se výměna uskutečnila a Kieft zatím ve své funkci setrvával. Situace se přesto zlepšovala. V dubnu 1645 dorazili k Novému Amsterdamu zástupci několika indiánských skupin a „zakopali válečnou sekeru“. Stále však zůstávalo mnoho domorodců ve válečném stavu. Nizozemci se proti nim pokusili najmout spřátelené Indiány, ale výsledek byl chabý. Kieft se v červenci 1645 vydal do Fort Orange vyjednávat s Mohawky a Mohykány. Když se vrátil na dolní Hudson, místní kmeny konečně souhlasily s uzavřením obecného míru. Jako prostředníci sloužili mohawští a mohykánští náčelníci. 30. srpna 1645 byla smlouva s asi 10 indiánskými kmeny a skupinami uzavřena. Podmínky dohody byly následující: 1) udržovat mír, 2) problémy řešit právní cestou, 3) nepohybovat se ozbrojeni v blízkosti osad druhé strany bez předchozího upozornění. 31. srpna 1645 se v Novém Amsterdamu slavilo díkůvzdání, válka skončila.

## Výsledky
Během bojů přišli Indiáni nejméně o 1000 lidí (některé zdroje uvádějí až 1600). Přímé bojové ztráty Nizozemců nejsou známy, ale jednalo se o přibližně 100 kolonistů. Stovky dalších raději unikly do Evropy. Z hlediska počtu obětí šlo tedy jednoznačně o koloniální vítězství, jednalo se však o prohru obou stran. Nové Nizozemí bylo výrazně populačně oslabeno a trvalo několik let, než se to změnilo. Soužití obou kultur již nikdy neprobíhalo v ovzduší vzájemné důvěry. Přes mírové podmínky se v dalších letech znovu objevily problémy a incidenty, které vedly k dalšímu konfliktu – broskvové válce. Muž, jehož jméno válka nese, guvernér Kieft se v roce 1647 vydal na cestu do Evropy, ale nikdy tam nedoplul – jeho loď ztroskotala nedaleko pobřeží Walesu a Kieft zahynul. V roce 1645 to Nizozemci ještě netušili, ale skutečnou hrozbou pro ně nebyli Indiáni ale Angličané. Již brzy měla vzájemná obchodní a imperiální rivalita převážit dřívější spojenecké vazby a náboženskou spřízněnost. V roce 1664 se Nové Nizozemí stalo New Yorkem.